# 山中司
山中 司（やまなか つかさ、男性、1981年（昭和56年）11月2日 - ）は、日本のプロボクサー。島根県出身。血液型はO型。634ボクシングジム所属。身長170cm。体重61kg。既婚者で娘が2人いる。
。

## 来歴
バラエティ番組・『ガチンコ!』の人気コーナーであった「ファイトクラブ（シーズン3）」で一躍有名になる。幼少期を施設で過ごし、「自分を捨てた両親を見返したくて徳島から来た」とファイトクラブ3期生として入部を希望した。
当初は自らが使用するグローブに「捨てられた意地じゃ」と落書きしたり、合宿所では同期生Tに炊事や洗濯を押し付け、後日のスパーリングでも顔面に蹴りを入れたことでコーチの竹原慎二やTOKIO（国分太一、長瀬智也）から咎められても反抗したりと典型的な問題児として放送されたが、その後は誰よりも真面目にボクシングに打ち込むシーンを演じた。番組で見せたボクシングに対するひたむきな姿勢と、先輩2期生・藤野大作、後輩4期生・梅宮哲とのスパーリングの場面、プロテスト受験直前に「親に産んでくれてありがとうと言いたい」といった台詞が放送された。
2003年（平成15年）3月31日、プロデビュー。「ファイトクラブ3」当時はスーパーライト級、プロデビュー当時はライト級だったが2戦目からはフェザー級に階級を変更している。
2008年（平成20年）5月21日付で野口ボクシングジムから634ボクシングジムへ移籍した。
2007年（平成19年）11月を最後に試合からは遠ざかっていたが、2012年9月2日に青森県三沢市で開かれる三沢漁港復興支援イベント・日米ボクシング親善大会に出場した

## 戦績
7戦5勝（3KO）2敗